# 2. općinska nogometna liga Zadar 1978./79.
2. općinska nogometna liga Zadar je predstavljala drugi stupanj općinske nogometne lige u organizaciji NSO Zadar u sezoni 1978./79., te ligu šestog stupnja nogometnog prvenstva Jugoslavije. 
 Sudjelovalo je 7 klubova, a prvak lige je bila "Nova zora" iz Filip Jakova (danas Sveti Filip i Jakov).  

## Ljestvica
| mj. | klub                   | ut. | pob. | ner. | por. | gol+ | gol- | bod |
| --- | ---------------------- | --- | ---- | ---- | ---- | ---- | ---- | --- |
| 1.  | Nova Zora Filipjakov   |     |      |      |      |      |      | 18  |
| 2.  | Galovac                |     |      |      |      |      |      | 14  |
| 3.  | Jedinstvo Islam Grčki  |     |      |      |      |      |      | 13  |
| 4.  | Jedinstvo Benkovac     |     |      |      |      |      |      | 12  |
| 5.  | Putnik Debeljak        |     |      |      |      |      |      | 11  |
| 6.  | Croatia Turanj         |     |      |      |      |      |      | 10  |
| 7.  | Kotarac Zemunik Gornji |     |      |      |      |      |      | 2   |

- Filipjakov – tadašnji naziv za Sveti Filip i Jakov

## Rezultatska križaljka
| kratica | klub                   | CRO | GAL | JEDB | JEDIG | KOT | NOVZ | PUT |
| --- | ---------------------- | --- | --- | ---- | ----- | --- | ---- | --- |
| CRO | Croatia Turanj         |     |     |      |       |     |      |     |
| GAL | Galovac                |     |     |      |       |     |      |     |
| JEDB | Jedinstvo Benkovac     |     |     |      |       |     |      |     |
| JEDIG | Jedinstvo Islam Grčki  |     |     |      |       |     |      |     |
| KOT | Kotarac Zemunik Gornji |     |     |      |       |     |      |     |
| NOVZ | Nova Zora Filipjakov   |     |     |      |       |     |      |     |
| PUT | Putnik Debeljak        |     |     |      |       |     |      |     |
| |                        |     |     |      |       |     |      |     |
| podebljan rezultat - utakmice od 1. do 7. kola (1. utakmica između klubova) rezultat normalne debljine - utakmice od 8. do 14. kola (2. utakmica između klubova) rezultat nakošen - nije vidljiv redoslijed odigravanja međusobnih utakmica iz dostupnih izvora rezultat nakošen i smanjen * - iz dostupnih izvora nije uočljiv domaćin susreta prekrižen rezultat - poništena ili brisana utakmica p - utakmica prekinuta 3:0 p.f. / 0:3 p.f. - rezultat 3:0 bez borbe n.i. - utakmica nije odigrana |                        |     |     |      |       |     |      |     |

 Izvori:

## Unutarnje poveznice
- 1. općinska liga Zadar 1978./79.